# Karibik-Manati
Der Karibik- oder Nagel-Manati (Trichechus manatus) ist eine Seekuhart aus der Familie der Rundschwanzseekühe (Trichechidae).

## Verbreitung
Der Karibik-Manati lebt an den Küsten des Golfs von Mexiko und der Karibik sowie an den Atlantikküsten Brasiliens und Venezuelas. Er lebt im flachen Küstenwasser und dringt oft in die Flüsse vor. In Südamerika schwamm ein Karibik-Manati 800 km ins Landesinnere. Umgekehrt wurde ein Tier einmal 15 km von der Küste entfernt auf dem Meer gefunden. Die Manatis wandern weit umher und erreichen dabei ausnahmsweise selbst die Atlantikküsten der USA – vor Virginia und Rhode Island wurden schon Karibik-Manatis gefangen und in den Golf von Mexiko zurückgebracht.

## Lebensweise
Die Nahrungspflanzen sind vor allem Seegras im Salzwasser und Grundnesseln im Süßwasser, aber auch alle anderen Wasserpflanzen. Pro Tag frisst ein Manati etwa ein Viertel seines Körpergewichts.

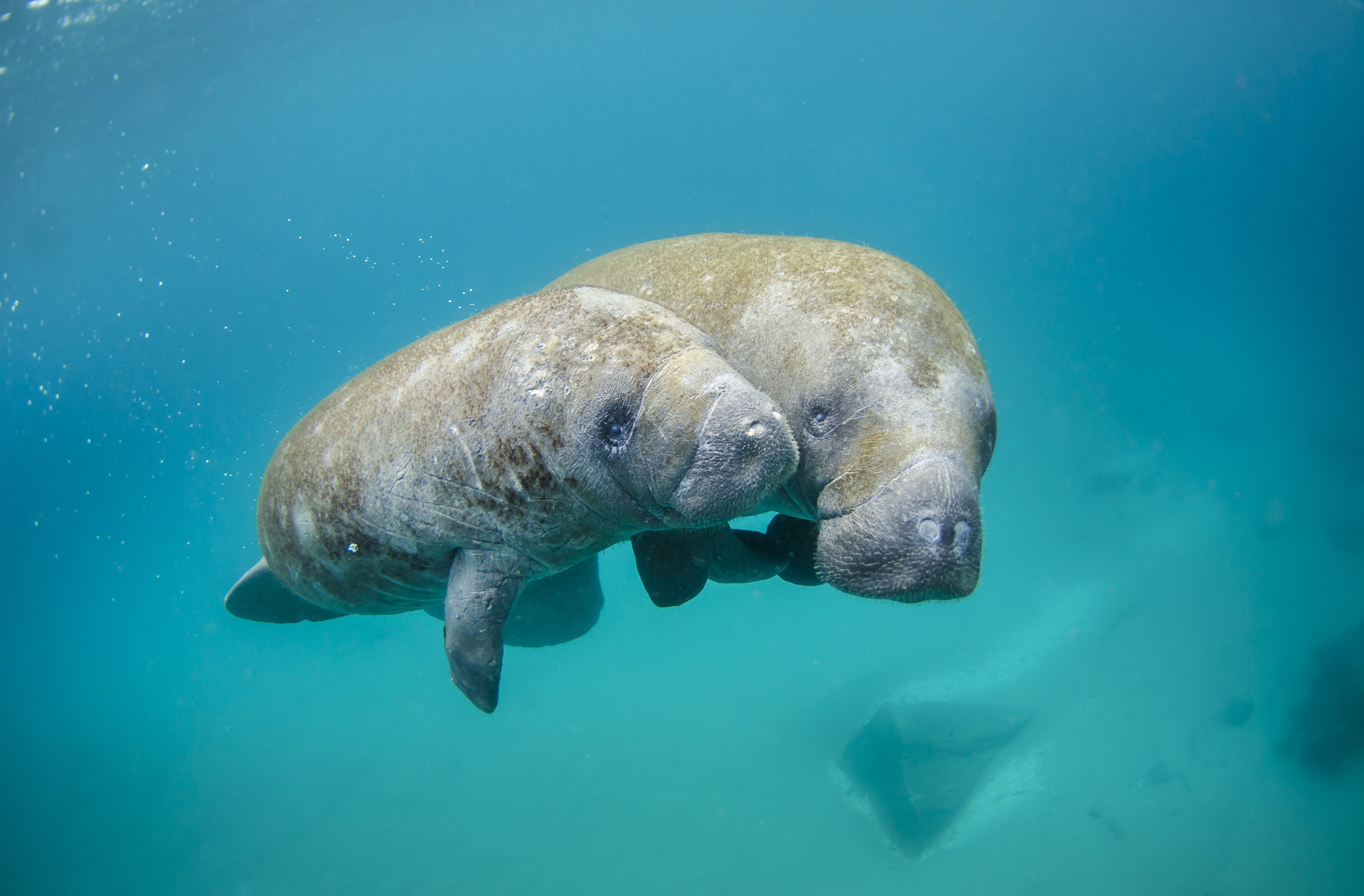
Manatikuh mit Kalb

Karibik-Manatis sind einzelgängerische Tiere. Nur zwischen einer Kuh und ihrem Kalb herrscht eine engere Bindung. Zum Fressen oder Umherwandern tun sich manchmal mehrere Manatis zusammen; diese Gruppen haben aber keine soziale Hierarchie, und die Mitglieder der Gruppe pflegen keine Interaktionen. Ist eine Kuh geschlechtsreif, wird sie von einem oder mehreren Bullen aufgesucht. Die Kuh versucht oft, den Paarungsversuchen der Bullen zu entkommen, und wird schließlich mehr oder weniger gewaltsam begattet.
Nach einer Tragzeit von zwölf Monaten kommt ein einziges Junges zur Welt. Es wird ein bis zwei Jahre gesäugt. Mit drei bis vier Jahren werden Weibchen geschlechtsreif, Männchen etwas später. Die Lebenserwartung kann über fünfzig Jahre betragen.

## Bestandsentwicklung
Seit dem 16. Jahrhundert wurde der Karibik-Manati für Öl und Fleisch gejagt. Durch die exzessive Jagd verschwand die Art schon im 18. Jahrhundert von den Kleinen Antillen. Heute ist sie zwar überall geschützt, die Bestände gehen aber weiter zurück. Die IUCN führt den Karibik-Manati seit 1982 als gefährdet.
Obwohl der Karibik-Manati keine natürlichen Feinde hat, wurde sein Lebensraum im Marschland durch menschliche Einflüsse eingeschränkt. Viele Tiere wurden und werden durch die Propeller von Außenbordmotoren verletzt. Manatis verschlucken beim Fressen oft auch Fischfanggerät (Haken, Metallgewichte usw.), das ihnen aber, bis auf die Fangleinen, nicht zu schaden scheint. Die Leinen können sich jedoch im Verdauungsapparat der Tiere verfangen und zu einem langsamen Tod führen.
Die gesündeste Population lebt heute an der Küste Guyanas, wo es noch mehrere tausend Manatis gibt. Auch Suriname und Französisch-Guayana haben große Bestände. An den Küsten der anderen Staaten Mittel- und Südamerikas sowie auf den Großen Antillen sind diese Seekühe jedoch extrem selten geworden. In Brasilien ist er bis auf wenige isolierte Restpopulationen ausgerottet. 

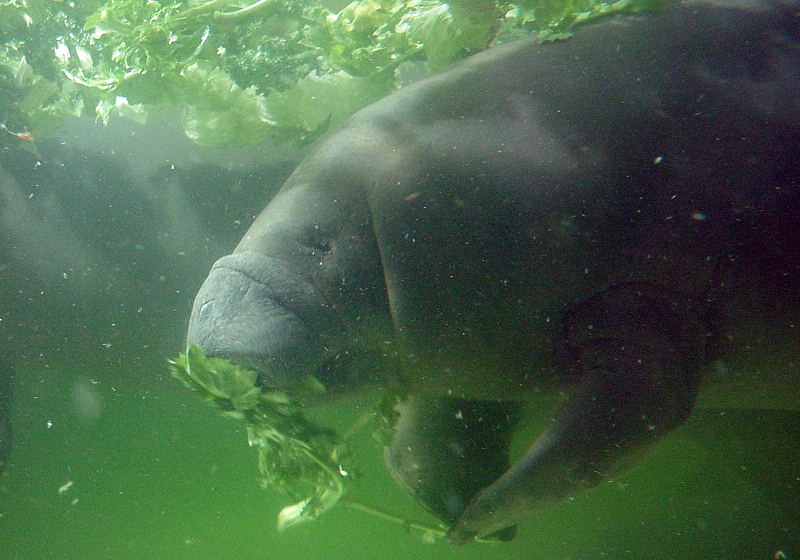
Karibik-Manati

Auf dem Gebiet der USA gibt es eine Population von 6300 Manatis, die alle in den Küstengewässern Floridas leben. Diese werden manchmal als eigene Unterart (Florida-Manati, Trichechus manatus latirostris) abgetrennt. Durch Schutzmaßnahmen ist dies eine der wenigen Populationen, die wieder im Wachsen ist.
Manatis sammeln sich oft in der Nähe von Kraftwerken, wo das Wasser wärmer ist. Mit der Zeit werden die Tiere von dieser unnatürlichen Wärmequelle abhängig und wandern dann in der kälteren Zeit nicht mehr in wärmere Gebiete. Nachdem einige Kraftwerke in letzter Zeit abgeschaltet wurden, hat der  U.S. Fish and Wildlife Service im Wissen um die Abhängigkeit der Manatis von dieser Wärmequelle Möglichkeiten untersucht, das Wasser für die Tiere aufzuheizen.